# Anopheles cracens
Anopheles cracens är en tvåvingeart som beskrevs av Sallum och EL Peyton 2005. Anopheles cracens ingår i släktet Anopheles och familjen stickmyggor. Inga underarter finns listade i Catalogue of Life.